# Janko (Schiff, 1928)
Die Janko (ex Jaguar, ex Nike, von 1941 bis 1947 Norsktank) war ein 1928 gebauter, in Panama registrierter Tanker, der zweimal, 1939 und 1951, in zwei Teile brach. 1939 versank das Bugteil im Atlantik und das Schiff erhielt ein neues Vorschiff. 1951 blieben beide Teile schwimmfähig, wurden dann jedoch verschrottet.

## Bau und technische Daten
Das Schiff wurde 1928 von den Götaverken in Göteborg (Schweden) mit der Baunummer 413 für die Reederei Rederi-AB Transoil (G. Carlsson) in Göteborg gebaut und von dieser mit dem Namen Nike im November 1928 in Dienst gestellt. Es war insgesamt 149,3 m lang (146,3 m registrierte Länge) und 19,51 m breit, hatte 11,4 m Tiefgang und war mit 9720 BRT und 5965 NRT vermessen. Die Tragfähigkeit betrug 14.544 tdw. Zwei von den Götaverken in Lizenz von Burmeister & Wain gebaute 8-Zylinder-Viertakt-Dieselmotoren leisteten 4500 bhp bzw. 724 nhp und ermöglichten über zwei Schrauben eine Dienstgeschwindigkeit von 11,5 Knoten.

## Geschichte
Über die ersten zehn Lebensjahre des in der Trampschifffahrt eingesetzten Schiffs ist nichts besonderes bekannt, abgesehen davon, dass die Disposition 1930 von R. Sörman in Göteborg übernommen wurde. 1938 wurde es dann nach Norwegen an die Walfanggesellschaft „Kosmos AS“ von Anders Jahre in Sandefjord verkauft, in Jaguar (Rufzeichen LKAS) umbenannt und als einziges Schiff in die zu diesem Zweck gegründete „Skips AS Jaguar“, Mehrheitseigner Anders Jahre, eingebracht.
Am 17. Januar 1939, mit einer Ladung Heizöl aus Coatzacoalcos in Mexiko kommend, brach die Jaguar im Sturm nordwestlich der Azoren in zwei Teile. Die gesamte Besatzung wurde von dem norwegischen Frachter Duala unter schwierigen Umständen geborgen, sieben Mann vom Vorschiff, 30 vom Achterschiff. Während das Vorschiff unterging, blieb das Achterschiff schwimmfähig und wurde am 7. Februar von dem Tanker Paul Harneit der Deutsch-Amerikanischen Petroleum Gesellschaft entdeckt. Daraufhin wurde es von dem Bergungsschlepper Seefalke zunächst auf die Azoren und dann nach Rotterdam geschleppt. Von dort wurde es nach Amsterdam geschleppt, wo das Schiff bei der Amsterdamsche Droogdok Maatschappij ein neues Vorderteil mit Deckshaus und Brücke erhielt. Es war nun mit 9721 BRT, 5784 NRT und 13.550 tdw vermessen.
Noch während des Werftaufenthalts wurde es an die ebenfalls von Anders Jahre, allerdings heimlich, in Panama neu eingetragene „Pankos Operating Co.“ übereignet und in Janko (Rufzeichen HPNX) umbenannt. Nach der deutschen Invasion Norwegens im April 1940 verkaufte Jahre die Pankos Operating Co. Anfang Mai pro forma und rückkäuflich an einen Strohmann, seinen schwedischen Freund Gösta Dalman, um eine Beschlagnahme des Schiffs zu vermeiden, sei es durch die Deutschen oder die norwegische Exilregierung.
Das Schiff fuhr wieder als Tramp. Am 7. Oktober 1941 wurde es in Aruba von den niederländischen Behörden aufgrund einer Entscheidung des Prisengerichts in Curaçao als Prise beschlagnahmt, da der (zu Recht) vermutete Besitzer, Anders Jahre, Norweger war und im deutsch-besetzten Norwegen lebte. Es wurde am 20. November 1941 an die von der norwegischen Exilregierung gebildete halbstaatliche Reedereiorganisation Nortraship übergeben, nach Halifax überführt, wo es am 2. Dezember ankam, und in Norsktank umbenannt.
Die Norsktank fuhr nunmehr in Zeitcharter für britische Reeder und transportierte Petroleumprodukte aus der Karibik oder den Vereinigten Staaten in Konvois nach Großbritannien. Dabei war sie mit zwei Geschützen und sechs kleinkalibrigen Flak bewaffnet, alle von Personal der Norwegischen Marine bedient. Die erste ihrer transatlantischen Geleitzugfahrten begann am 8. Dezember mit dem Geleitzug HX 164 und endete in Belfast am 23. Dezember 1941. Die letzte war mit dem Geleitzug ON 297, mit dem sie Liverpool am 17. April 1945 verließ und am 2. Mai 1945 in New York ankam. Bei dieser letzten Reise, wie auch bereits mehrfach zuvor, diente die Norsktank als Escort Oiler, d. h. als Tanker für die begleitenden Kriegsschiffe, wobei sie dann auch bis zu 60 Wasserbomben mitführte.
Die Reederei Pankos bestritt die Entscheidung des niederländischen Prisengerichts bis 1947: während die norwegische Regierung ihren Staatsbürger Jahre als wahren Eigentümer des Schiffs ansah, bestand Jahre darauf, der Schwede Gösta Dalman sei als Eigner der Reederei auch Eigner des Schiffs. Als die Norsktank von September 1943 bis Januar 1944 zur Durchführung von Reparaturen in New York lag, erwirkte Pankos am 13. Januar bei einem dortigen Bundesgericht eine vorläufige Festlegung des Schiffs. Erst am 10. Februar 1944 wurde das Schiff wieder freigegeben, nachdem die US-Regierung auf Bitten der norwegischen, britischen und niederländischen Regierungen beim Gericht interveniert hatte.
Notraship begann ab dem 30. September 1945 mit der schrittweisen Rückgabe der Schiffe an deren ursprüngliche Eigner. Die Norsktank ging am 31. Mai 1947 zurück an die Pankos Operating Co. und wurde wieder in Janko umbenannt. Nach einer grundlegenden Überholung durch die Howaldtswerke Kiel ging das Schiff erneut auf Trampschifffahrt. Bei einer Länge von 150,57 m Lüa und 144,47 m LzdL hatte das nun mit 9732 BRT und 7574 NRT vermessene Schiff eine Tragfähigkeit von 13,564 tdw.
Am 28. Januar 1951, auf der Fahrt von Abadan nach Göteborg mit einer Ladung Petroleum, brach die Janko etwa 50 Seemeilen westlich von Kap Finisterre im Sturm erneut in zwei Teile. Das nach Empfang der SOS-Signale herbeigeeilte norwegische Passagierschiff Venus fand das Forderschiff der Janko und konnte letztlich alle dort verbliebenen sieben Mann an Bord holen, von denen einer allerdings bereits tot im Wasser trieb. Die 15 anderen Mitglieder der Besatzung auf dem abgebrochenen Heckteil wurden von der in Panama registrierten Capella gerettet. Beide Teile des Wracks blieben schwimmfähig. Das Vorschiff kenterte allerdings; es wurde von spanischen Fischern in die Mündung des Río Miño geschleppt. Das Achterschiff wurde am 30. Januar 1951 nach Vigo geschleppt und von dort am 27. Februar vom Schlepper Bustier zum Entladen und zur Begutachtung nach Falmouth geschleppt, wo der Schleppzug am 7. März ankam und die (halbe) Janko ins Trockendock ging. Bis zum 17. September 1951 lag das Wrack dann in den Carrick Roads bei Falmouth, bis es zum Abwracken an die John Cashmore Ltd. in Newport (Wales) verkauft wurde. Am 19. September kam es im Schlepp in Newport an und wurde dann verschrottet.